# Palazzo Cavriani (Vienna)

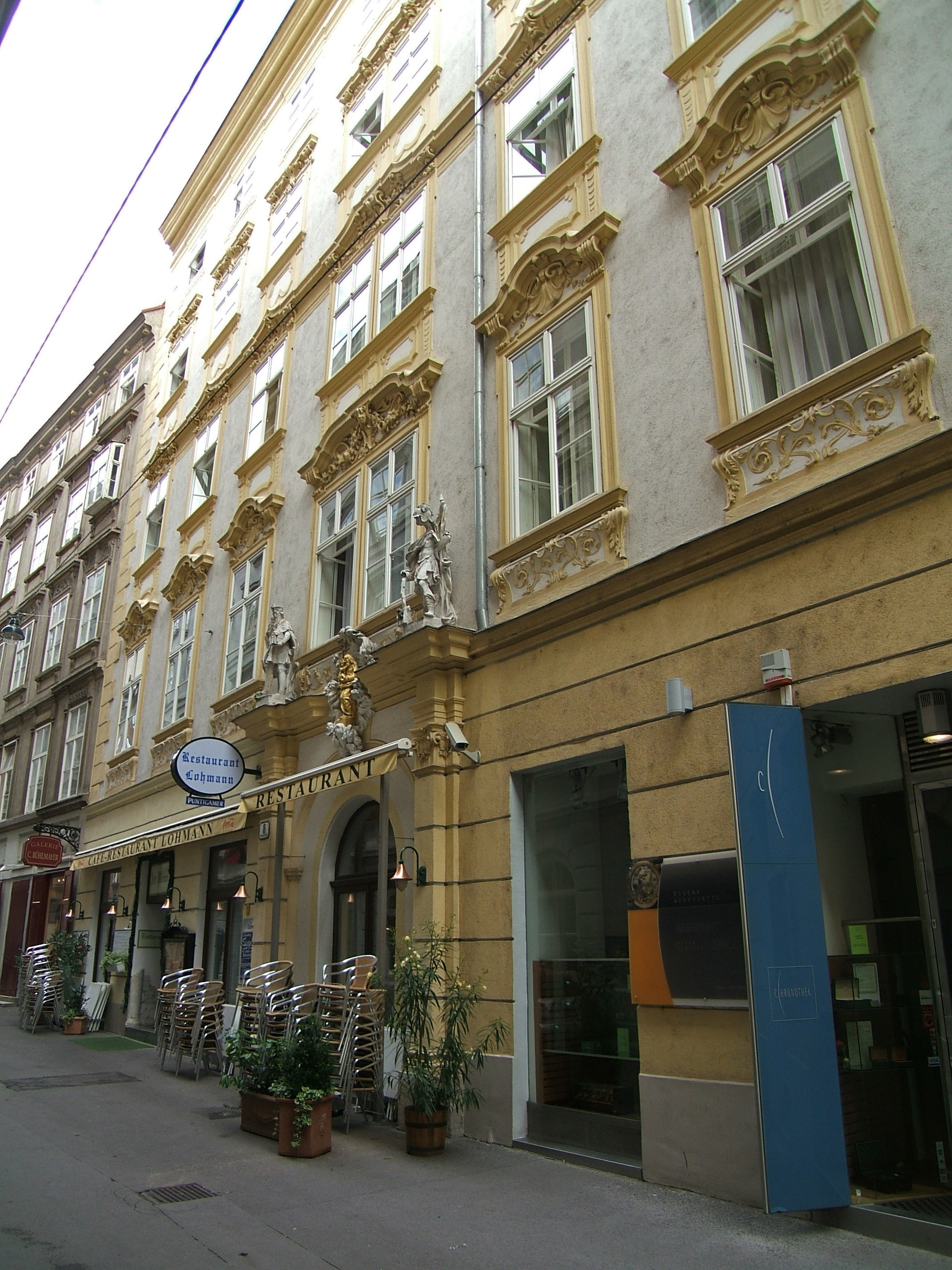
Facciata su Bräunerstraße

Palazzo Cavriani è situato nel primo quartiere viennese di Innere Stadt, Bräunerstrasse 8 / Habsburgergasse 5. 

## Storia
Intorno al 1605 Ottavio Cavriani acquistò una casa che esisteva fin dal Medioevo. Il conte Massimiliano Cavriani demolì la casa e costruì l'attuale palazzo nel 1723. Una data esatta e l'architetto non sono noti. Il palazzo rimase in possesso della famiglia fino al 1923. 

## Descrizione

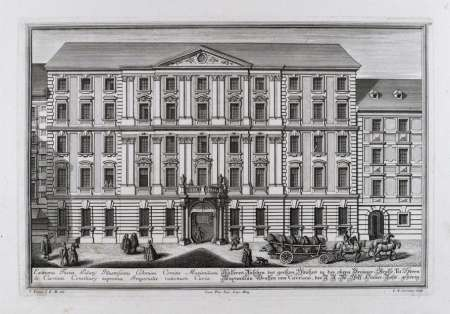
Facciata di Palazzo Cavriani nel 1730

Il palazzo copre l'intera profondità della fila di case e si estende dalla Habsburgergasse alla Bräunerstraße e quindi ha due facciate. A differenza di molti altri palazzi, entrambe le facciate sono di alta qualità in uno stile alto barocco. 
La facciata di Habsburgergasse è divisa otticamente in diverse zone.